# اطلسی (سرده)
اطلسی (نام علمی: Petunia) نام یک سرده از تیره بادنجانیان است. این سرده که جزء گیاهان گلدار است دارای ۳۵ گونه است. گونه اطلسی در این سرده جای دارد.

## نگارخانه

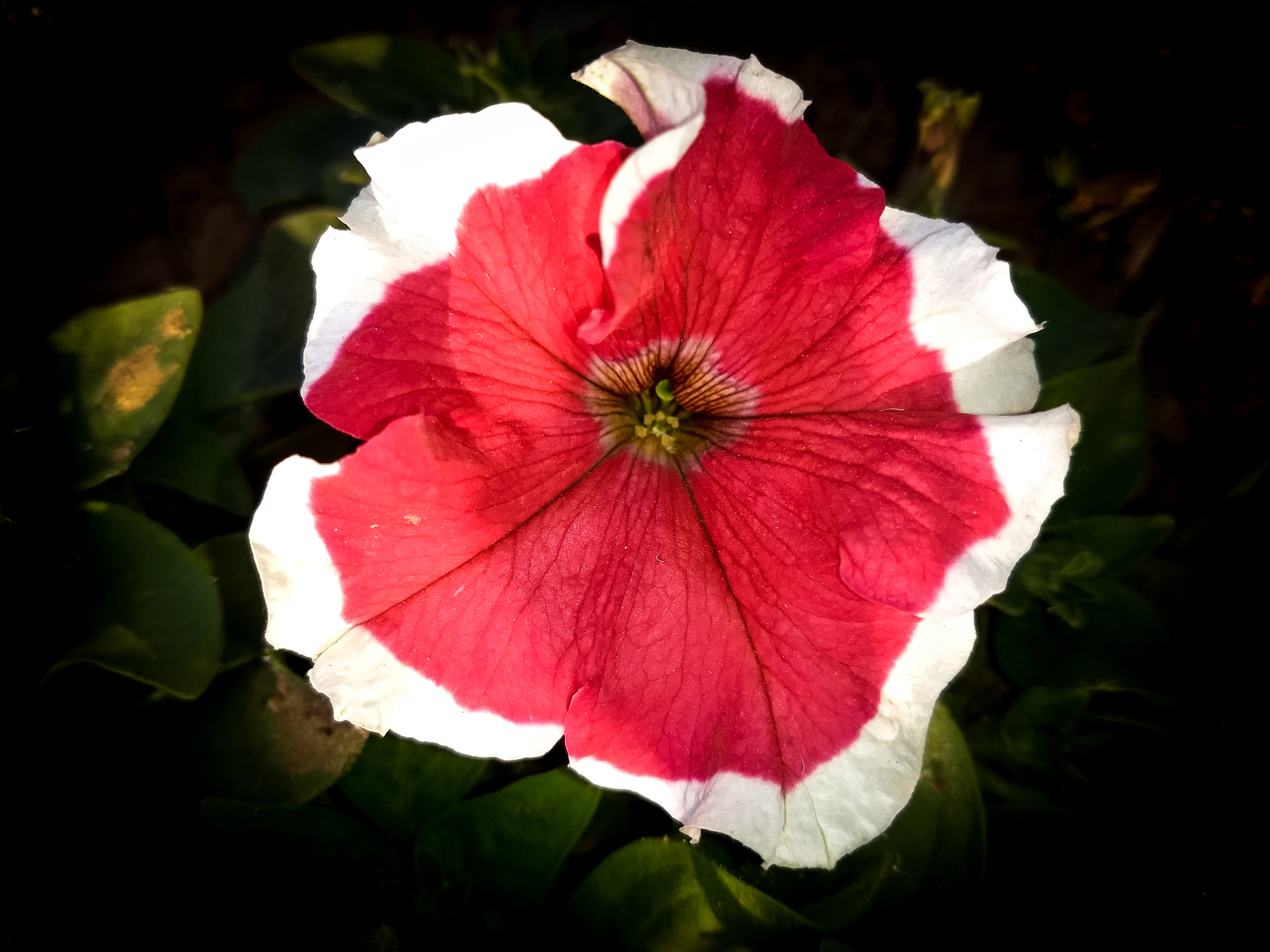
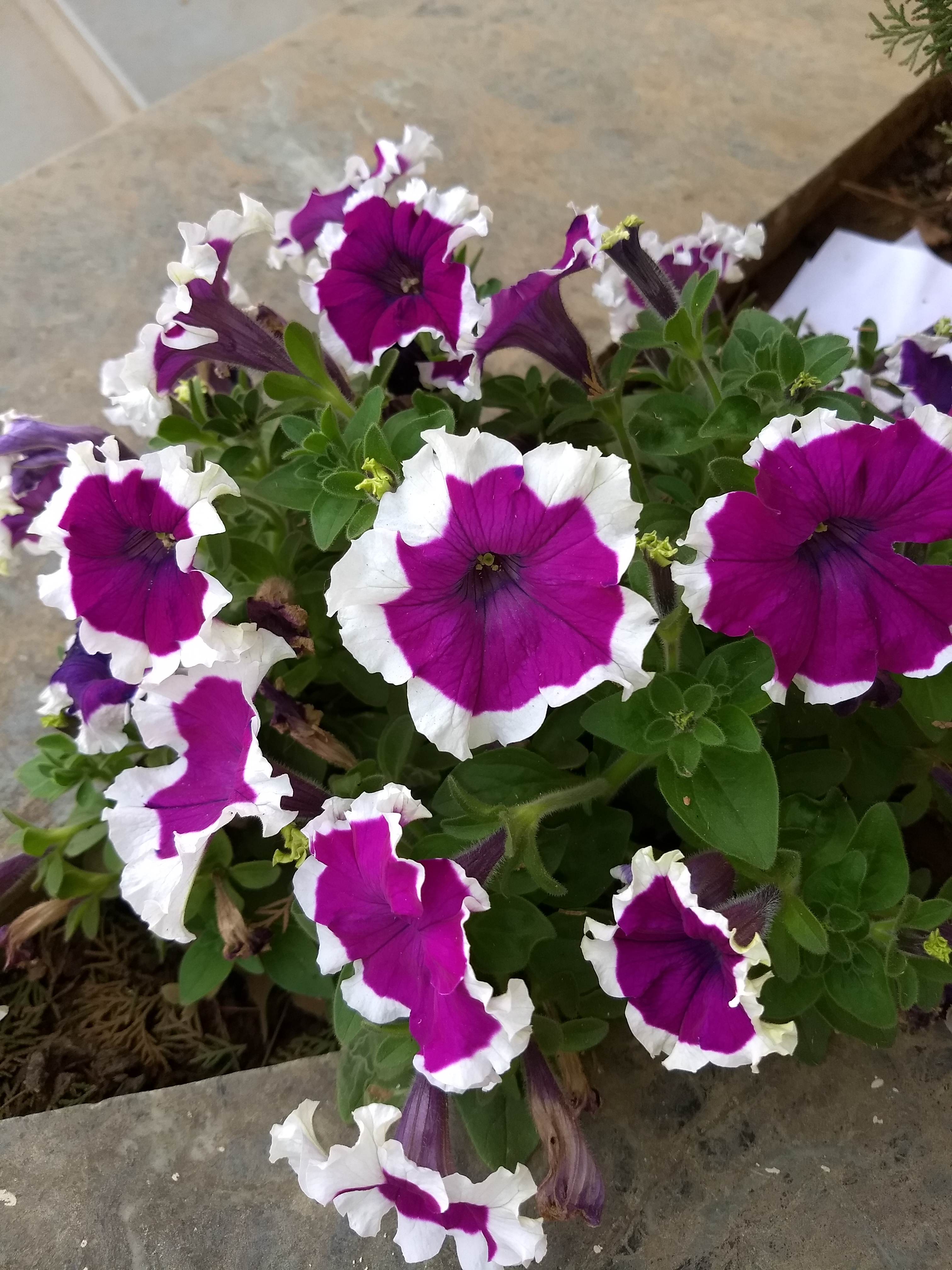
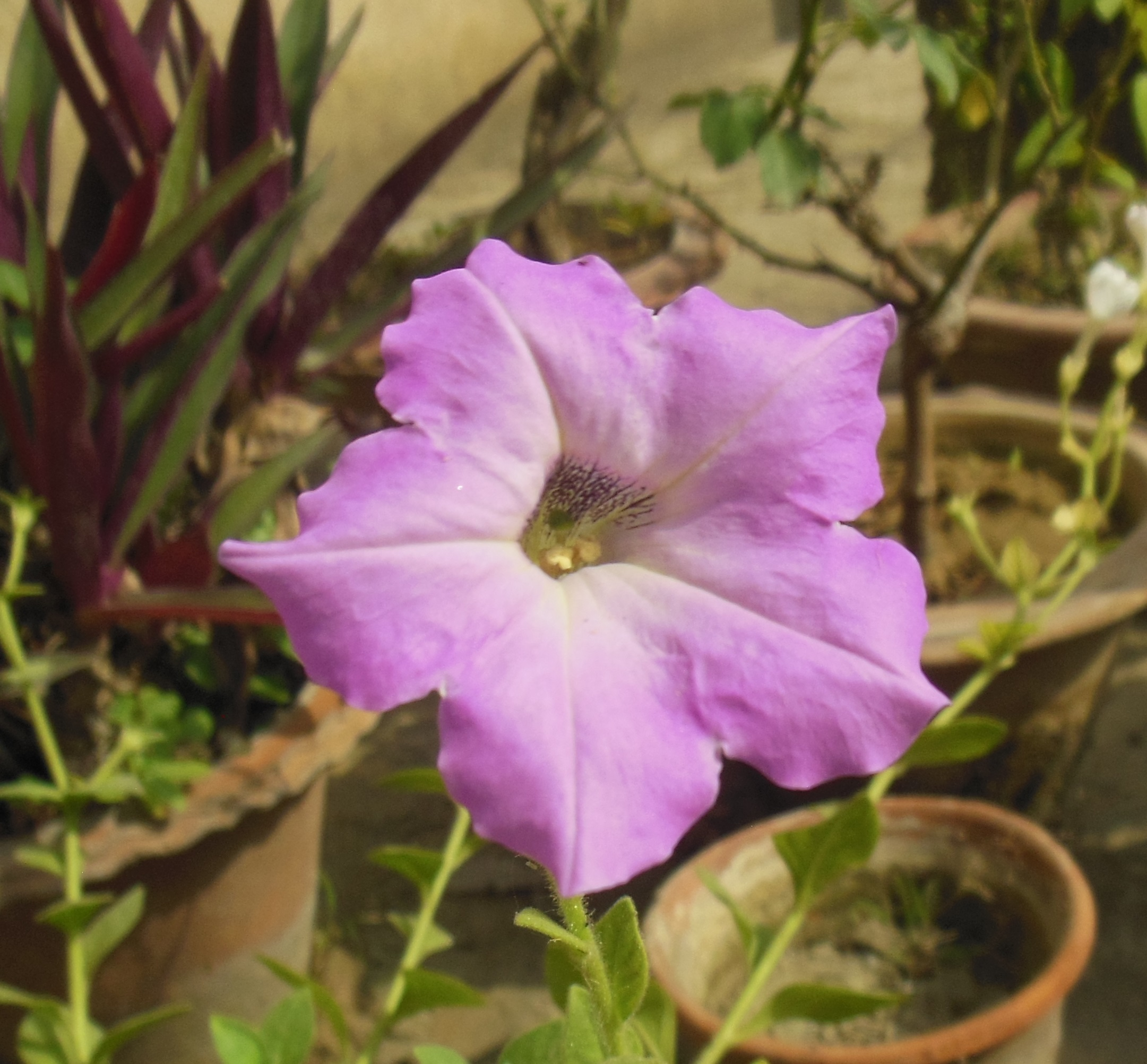
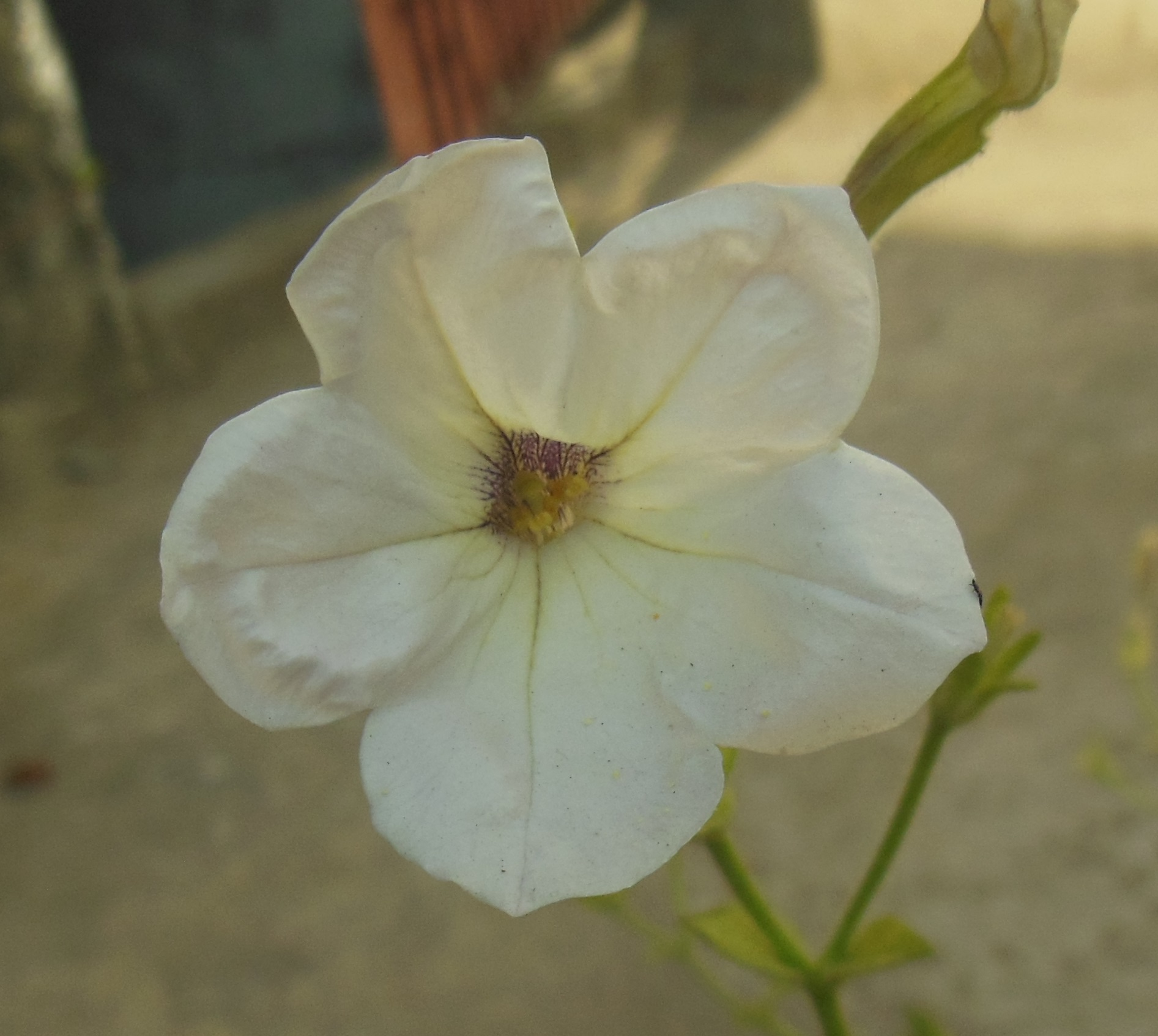
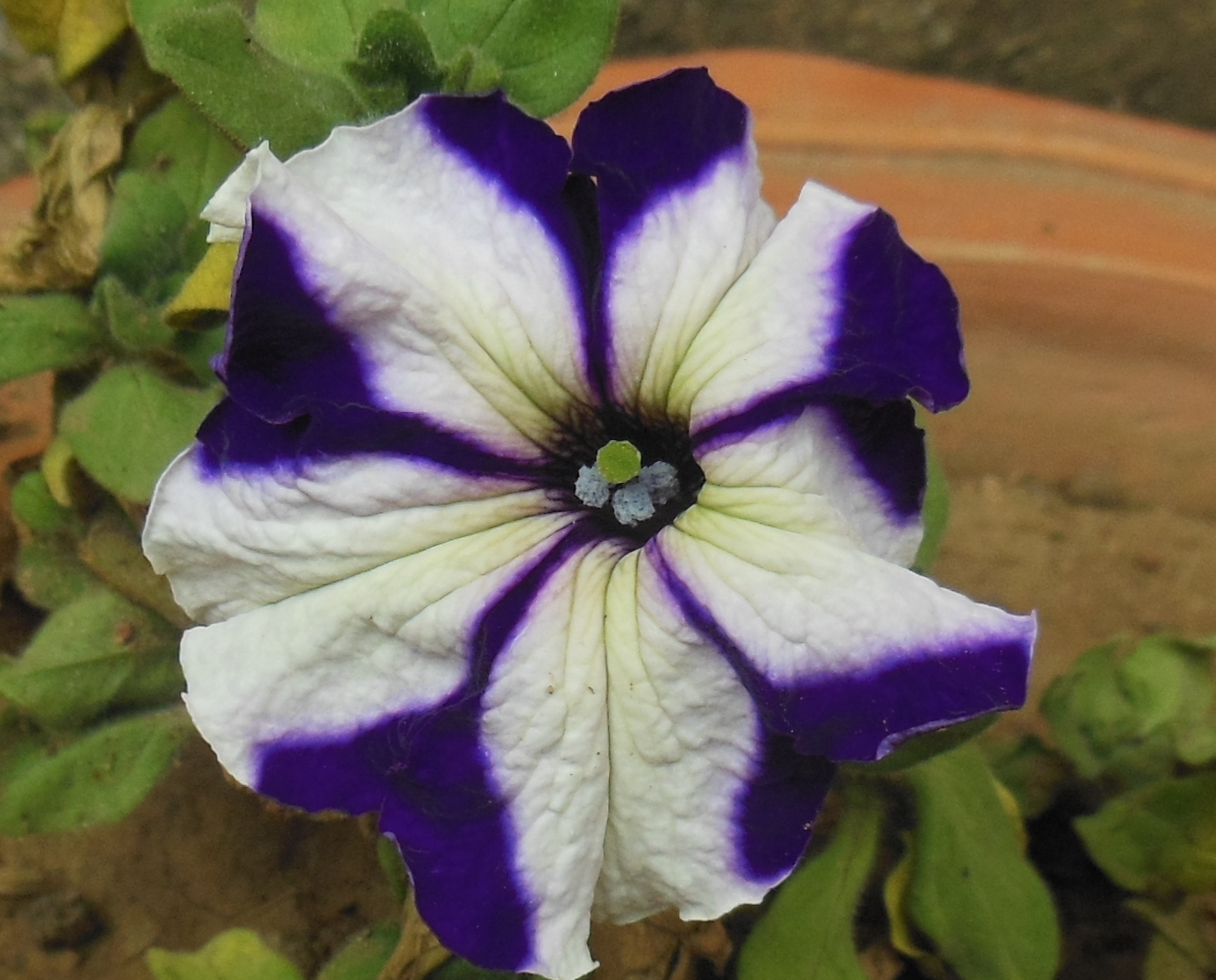
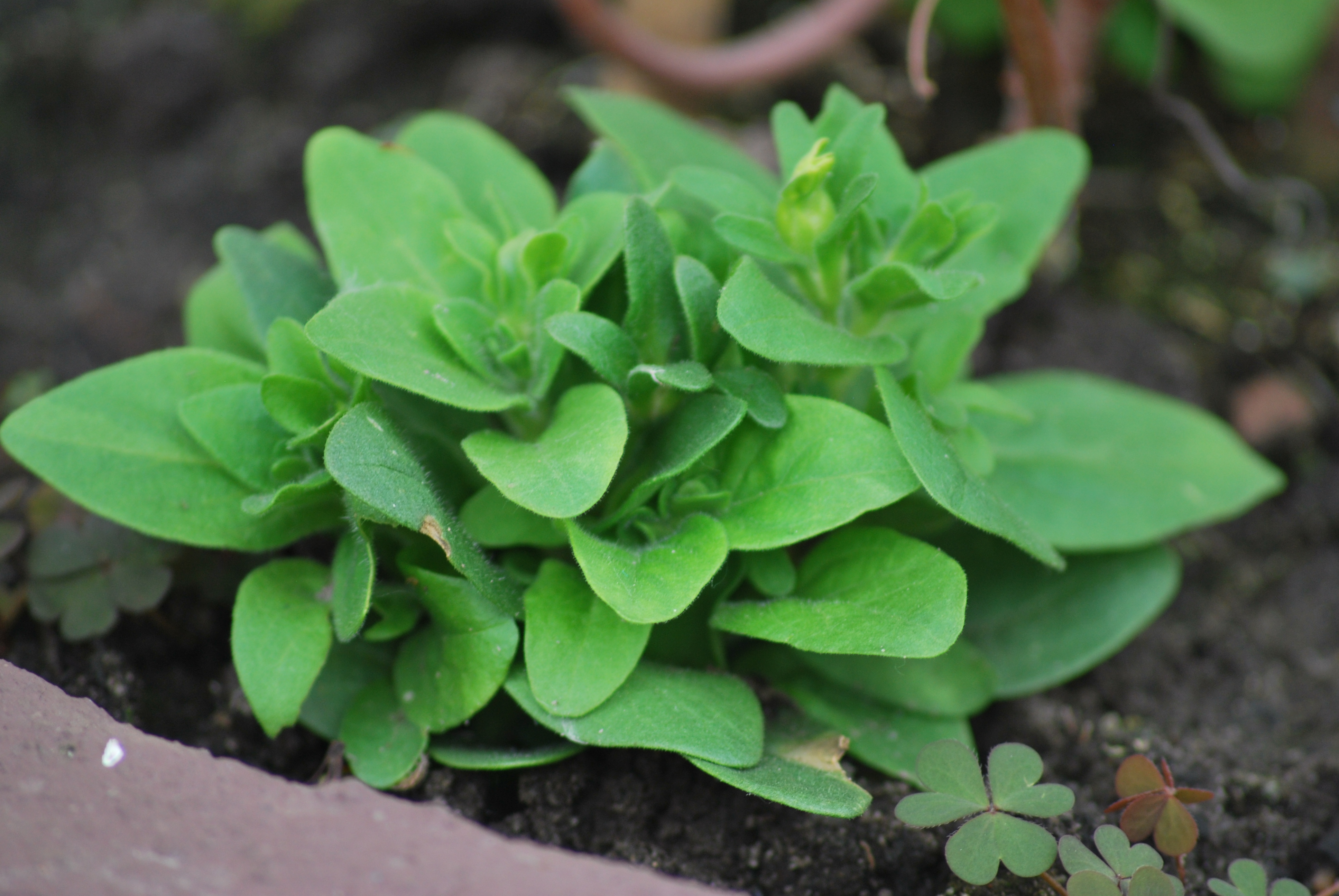
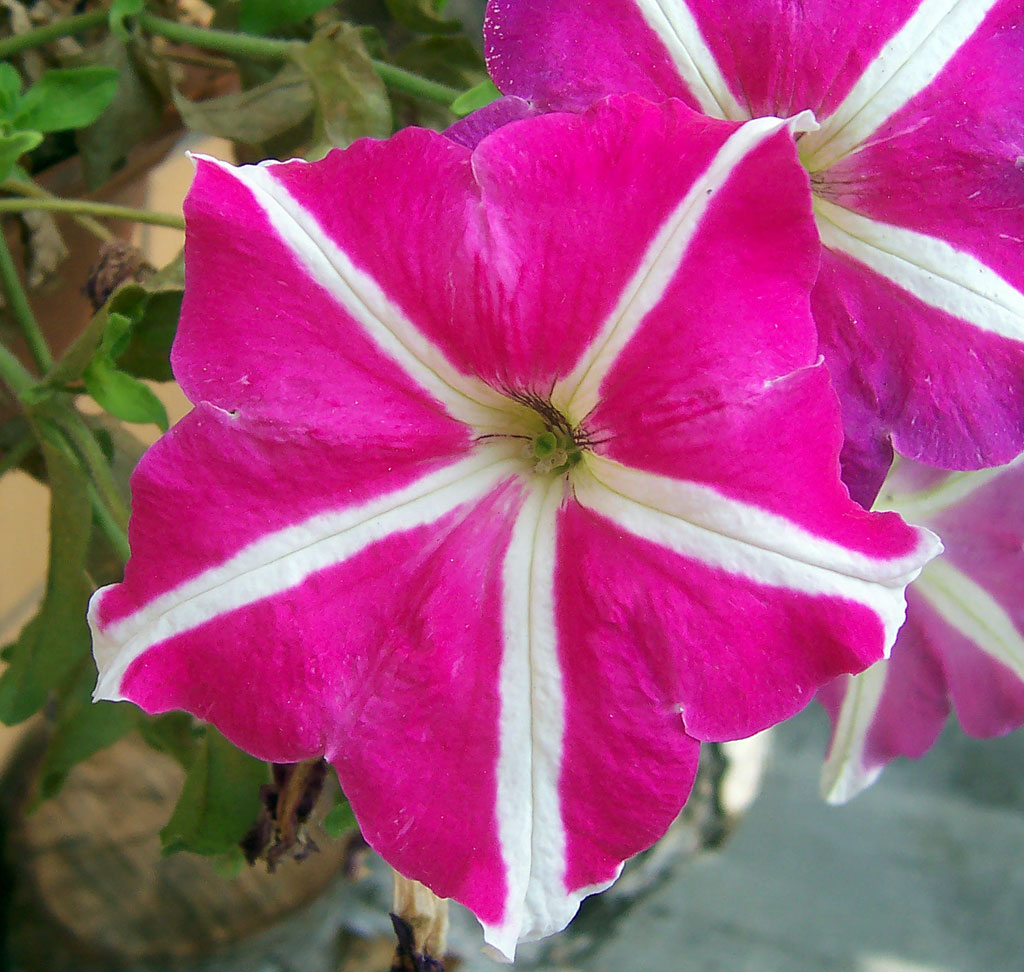
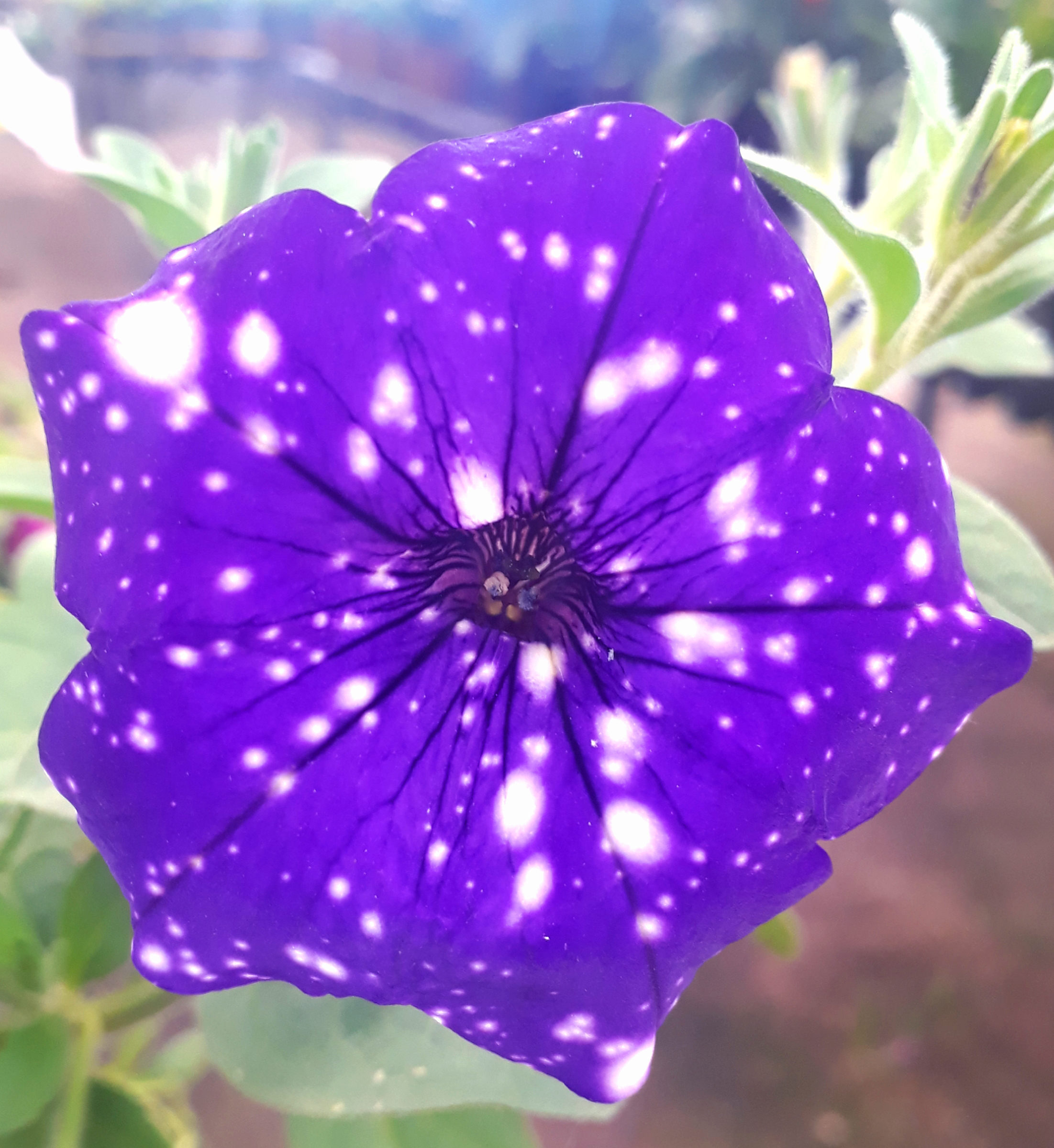